# Mount Payne, Antarktis
Mount Payne är ett berg i Antarktis. Det ligger i Östantarktis. Nya Zeeland gör anspråk på området. Toppen på Mount Payne är 3 228 meter över havet. Payne ingår i Victory Mountains.
Terrängen runt Mount Payne är huvudsakligen mycket bergig. Trakten är obefolkad. Det finns inga samhällen i närheten. 